# Gugut
Gugut is een bestuurslaag in het regentschap Jember van de provincie Oost-Java, Indonesië. Gugut telt 5106 inwoners (volkstelling 2010).